# (6308) Ebisuzaki
(6308) Ebisuzaki    es un asteroide del cinturón principal perteneciente al cinturón de asteroides, región del sistema solar que se encuentra entre las órbitas de Marte y Júpiter.
Fue descubierto el 17 de enero de 1990 por Yoshio Kushida y Osamu  Muramatsu desde el Observatorio Yatsugatake-Kobuchizawa.

## Designación y nombre
Designado provisionalmente como 1990 BK fue nombrado en honor de Toshikazu Ebisuzaki (n. 1958) astrónomo japonés y director del laboratorio de astrofísica computacional  RIKEN , un instituto de investigación científica en Japón.

## Características orbitales
(6308) Ebisuzaki está situado a una distancia media del Sol de 3,167 ua, pudiendo alejarse hasta 3,666 ua y acercarse hasta 2,669 ua. Su excentricidad es 0,157 y la inclinación orbital 2,666 grados. Emplea 2059,07 días en completar una órbita alrededor del Sol.
Pertenece a la familia de asteroides de (24) Themis.
Los próximos acercamientos a la órbita de Júpiter ocurrirán el 20 de febrero de 2032, el 8 de octubre de 2042 y el 28 de mayo de 2053.

## Características físicas
La magnitud absoluta de Ebisuzaki es 13,21. 